# Turraea cornucopia
Turraea cornucopia är en tvåhjärtbladig växtart som beskrevs av B.T. Styles & F. White. Turraea cornucopia ingår i släktet Turraea och familjen Meliaceae. Inga underarter finns listade i Catalogue of Life.